# UTC+5:30
UTC+5:30 è un fuso orario, in anticipo di 5 ore e 30 minuti sull'UTC.

## Zone
È utilizzato nei seguenti territori:
- India
- Sri Lanka

## Geografia
L'India e lo Sri Lanka fanno parte delle regioni del mondo in cui il fuso orario non corrisponde a uno spostamento di un numero intero di ore rispetto all'UTC.
In teoria, l'India è situata a cavallo di UTC+5 e UTC+6. Diversamente da altri paesi di dimensioni simili, ha scelto di applicare lo stesso fuso orario su tutto il territorio. Originariamente è basato sull'ora solare media di Mirzapur, vicino Allahabad, nell'Uttar Pradesh, la cui longitudine di 85° 30' E corrisponde circa al centro del paese.
Lo Sri Lanka utilizza lo stesso fuso orario per armonizzarsi al paese vicino, e tuttavia la sua ora solare media non si discosta molto da quella utilizzata da UTC+5:30.

## Ora legale
Né l'India né lo Sri Lanka adottano l'ora legale e, non essendo utilizzata neppure nelle zone di UTC+4:30, non viene applicata in questo fuso orario.

## Storia

### India
La prima adozione di un'ora locale precisa per l'India risale al 1802, quando l'osservatorio di Madras a Chennai stabilì l'ora standard locale a 5 ore e 30 minuti in anticipo rispetto a quella dell'osservatorio reale di Greenwich.
Nel 1884, l'India fu divisa in due fusi orari: a ovest, Bombay utilizzava un'ora di 4 ore e 51 minuti in anticipo rispetto al GMT; a est, Calcutta si trovava in anticipo di 5 ore, 30 minuti e 21 secondi.
Il paese adottò un fuso orario unico nel 1906, misurando l'ora sul meridiano 82,5° E, ad est di Allâhâbâd. Calcutta conservò tuttavia la sua ora fino al 1948 e Bombay fino al 1955.
All'indipendenza del paese nel 1947 fu conservato il fuso orario unico e l'osservatorio nazionale fu spostato da Chennai a Mirzapur per essere più vicino al meridiano di riferimento.
L'India ha osservato l'ora legale per un breve periodo durante la guerra sino-indiana del 1962 e le guerre indo-pakistane del 1965 e 1971.

### Sri Lanka
Dal 1880, il fuso orario dello Sri Lanka è variato tra 5:30 e 6:30 in anticipo rispetto al GMT.
Nel 1880, l'isola utilizzava GMT+5:30. Nel gennaio 1942, quando l'esercito giapponese stava per invadere il paese, passò a GMT+6:00, poi a GMT+6:30 nel settembre 1942, prima di ritornare a GMT+5:30 nel 1945 per uniformarsi all'India.
Nel maggio 1996, lo Sri Lanka passò a UTC+6:30 per applicare l'ora legale e risparmiare energia durante un periodo di crisi. L'ora fu portata a UTC+6:00 nell'ottobre 1996. Allo stesso tempo la ribellione Tamil cominciò a utilizzare UTC+5:30.
Lo Sri Lanka ha adottato di nuovo UTC+5:30 il 15 aprile 2006 a mezzanotte, per coincidere con l'ora indiana.
Il paese non osserva l'ora legale, ma lo ha fatto tra 1942 e 1945 e tra 1996 e 2006.